# Przewód żywiczny

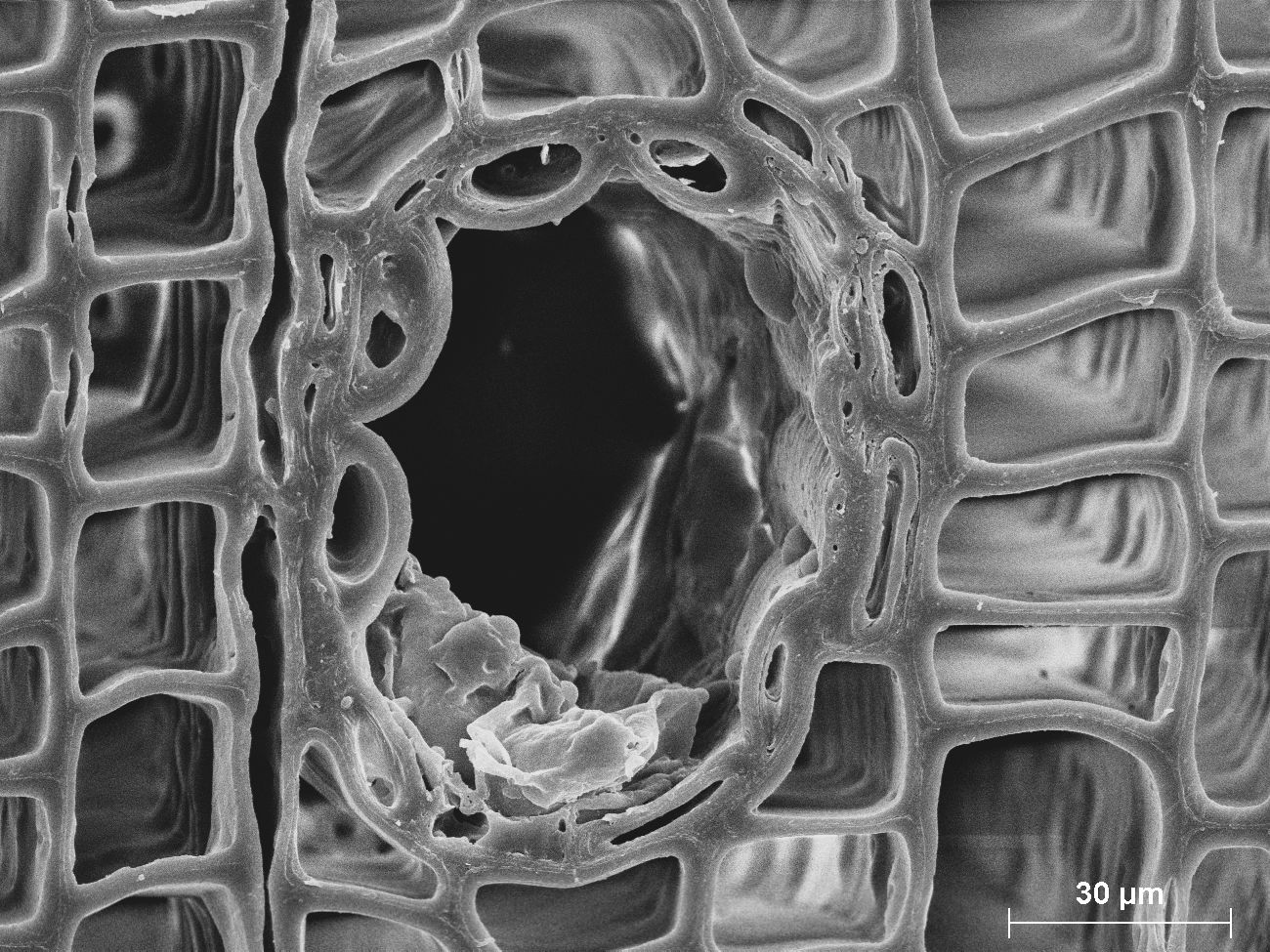
Przekrój osiowy kanału żywicznego świerka pospolitego

Przewód żywiczny, kanał żywiczny – kanał otoczony komórkami żywicorodnymi, powstały wskutek rozsunięcia się komórek wydzielniczych. Połączone przestwory międzykomórkowe tworzą regularny system, do którego wydzielana jest żywica. Kanały żywiczne występują wewnątrz pnia drzewa, w korze pierwotnej korzeni niektórych roślin oraz w liściach roślin szpilkowych. Kanał żywiczny powstaje poprzez oddzielenie ścian komórek sąsiadujących po rozpuszczeniu substancji pomiędzy nimi. Ten sposób powstawania przestworów międzykomórkowych nazywany jest schizogenowym. Przewody żywiczne stanowią zwykle system połączonych między sobą kanałów pionowych i poziomych. Występują w drewnie większości gatunków drzew iglastych m.in. u sosny, modrzewia i świerka, zaś u jodły, choiny, sekwoi i cedru powstają dopiero po zranieniu.
Przewody żywiczne dzielą się na:
- pionowe przebiegające wzdłuż pnia,
- poziome położone w wieloszeregowych promieniach rdzeniowych, niektóre z nich ciągną się od rdzenia pnia do łyka.

Żywica w aktywnych przewodach żywicznych występuje w postaci balsamicznej i stanowi roztwór kalafonii w terpentynie. Aktywne przewody żywiczne występują w bielu.
U niektórych gatunków drzew liściastych występują podobne przewody gumowe. W przewodach tych drzewa liściaste wytwarzają substancje gumowo-żywiczne, np. kauczuk naturalny.